# Episodi di Gotham (prima stagione)
La prima stagione della serie televisiva Gotham, composta da 22 episodi, è stata trasmessa in prima visione negli Stati Uniti d'America da FOX dal 22 settembre 2014 al 4 maggio 2015.
Durante la stagione, escono dal cast principale Victoria Cartagena, Andrew Stewart Jones, Jada Pinkett Smith e John Doman.
Gli antagonisti principali della stagione sono Fish Mooney, Carmine Falcone, Salvatore Maroni e Jason Lennon.
In Italia, i primi 2 episodi sono stati trasmessi su Italia 1 il 12 ottobre 2014, per proseguire sul canale pay Premium Action, della piattaforma Mediaset Premium fino al 1º giugno 2015. In chiaro la stagione è stata trasmessa dal 15 dicembre 2015 al 19 febbraio 2016 su Italia 1. Dal 1º gennaio 2016, la stagione è disponibile sul servizio streaming a pagamento Netflix.
| n° | Titolo originale              | Titolo italiano           | Prima TV USA      | Prima TV Italia  |
| -- | ----------------------------- | ------------------------- | ----------------- | ---------------- |
| 1  | Pilot                         | Le regole di Gotham       | 22 settembre 2014 | 12 ottobre 2014  |
| 2  | Selina Kyle                   | Selina Kyle               | 29 settembre 2014 | 12 ottobre 2014  |
| 3  | The Balloonman                | L'uomo dei palloncini     | 6 ottobre 2014    | 20 ottobre 2014  |
| 4  | Arkham                        | Arkham                    | 13 ottobre 2014   | 27 ottobre 2014  |
| 5  | Viper                         | Viper                     | 20 ottobre 2014   | 3 novembre 2014  |
| 6  | Spirit of the Goat            | Lo Spirito del Capro      | 27 ottobre 2014   | 10 novembre 2014 |
| 7  | Penguin's Umbrella            | L'ombrello di Pinguino    | 3 novembre 2014   | 17 novembre 2014 |
| 8  | The Mask                      | La maschera               | 10 novembre 2014  | 24 novembre 2014 |
| 9  | Harvey Dent                   | Harvey Dent               | 17 novembre 2014  | 1º dicembre 2014 |
| 10 | Lovecraft                     | Lovecraft                 | 24 novembre 2014  | 8 dicembre 2014  |
| 11 | Rogue's Gallery               | La tempesta               | 5 gennaio 2015    | 9 febbraio 2015  |
| 12 | What the Little Bird Told Him | Elettroesecuzione         | 19 gennaio 2015   | 16 febbraio 2015 |
| 13 | Welcome Back, Jim Gordon      | Bentornato, Jim Gordon    | 26 gennaio 2015   | 23 febbraio 2015 |
| 14 | The Fearsome Dr. Crane        | Paura profonda            | 2 febbraio 2015   | 2 marzo 2015     |
| 15 | The Scarecrow                 | Lo spaventapasseri        | 9 febbraio 2015   | 9 marzo 2015     |
| 16 | The Blind Fortune Teller      | L'indovino cieco          | 16 febbraio 2015  | 16 marzo 2015    |
| 17 | Red Hood                      | Cappuccio Rosso           | 23 febbraio 2015  | 23 marzo 2015    |
| 18 | Everyone Has a Cobblepot      | Il fabbricante di bambole | 2 marzo 2015      | 30 marzo 2015    |
| 19 | Beasts of Prey                | L'orco                    | 13 aprile 2015    | 11 maggio 2015   |
| 20 | Under the Knife               | Pulsione omicida          | 20 aprile 2015    | 18 maggio 2015   |
| 21 | The Anvil or the Hammer       | La prescelta              | 27 aprile 2015    | 25 maggio 2015   |
| 22 | All Happy Families Are Alike  | Il re di Gotham           | 4 maggio 2015     | 1º giugno 2015   |

## Le regole di Gotham
- Titolo originale: Pilot
- Diretto da: Danny Cannon
- Scritto da: Bruno Heller

### Trama
Una ragazza con movenze feline si muove per i tetti di Gotham e, dopo aver rubato del latte e un portafogli, assiste in un vicolo alla rapina con omicidio di Martha e Thomas Wayne, da parte di un criminale mascherato, che però risparmia la vita di loro figlio Bruce. Il nuovo detective James Gordon (ex soldato e figlio del famoso procuratore) e il più anziano Harvey Bullock sono i primi ad arrivare sul luogo del delitto e, di conseguenza, dovranno scoprire chi è il colpevole. Il vecchio detective è teso sia a causa dell'importanza dei due coniugi, sia per il fatto di dover essere affiancato da quello che considera un novellino. Dopo aver ricevuto in centrale qualche informazione dal tecnico forense Edward Nygma riguardo ai proiettili utilizzati per il delitto, Bullock trova una pista grazie a Fish Mooney, una donna pericolosa che lavora direttamente per il boss criminale più pericoloso di Gotham, Carmine Falcone. Bullock insieme al suo partner, si reca a casa del criminale Mario Pepper (sposato e con una figlia di nome Ivy) per interrogarlo, ma questo prima cerca di scappare, poi addirittura di uccidere Gordon con un coltello, ma un proiettile di Bullock lo fredda prima che possa farlo. La casa del sospettato viene perquisita e la polizia trova la collana di Martha Wayne, che appare come una prova inconfutabile della colpevolezza di Pepper. Per le forze dell'ordine e i media il caso è risolto. Successivamente però Oswald Cobblepot (soprannominato "Pinguino"), uno degli uomini di Mooney, rivela a Renee Montoya e Crispus Allen (detective dell'Unità Grandi Crimini) che in realtà Mario Pepper è stato incastrato, ma non sa dire se per ordine di Carmine Falcone o di qualcun altro. Montoya sembra avere un complicato legame sentimentale con la fidanzata di Gordon, Barbara, e la avvisa di non fidarsi del suo compagno, in quanto crede che anche lui abbia preso consapevolmente parte al piano per incastrare un uomo innocente. Barbara però si confida con Gordon, che si confronta con Montoya, la quale fa capire al detective che quella che ha seguito era una falsa pista, e trova conferma quando scopre che Mario Pepper non possedeva scarpe lucide come quelle indossate dal criminale mascherato la sera del delitto come gli aveva rivelato il giovane Bruce. Gordon cerca di parlarne con Bullock, ma questo lo invita a lasciar perdere se non vuole mettersi nei guai. Infatti il nuovo detective si reca di nuovo da Mooney per ottenere delle risposte, ma la donna lo fa catturare e portare in una macelleria dai suoi uomini per liberarsi definitivamente di lui. Barbara, preoccupata dalla scomparsa di Gordon, chiede aiuto a Bullock, che capisce immediatamente la situazione e mente per rassicurarla, dicendo che Gordon sta facendo un appostamento. A questo punto il vecchio detective si reca sul posto e cerca di salvare il suo partner discutendo al cellulare con Fish facendole capire che Gordon ha avuto la dritta sul caso dalla Grandi Crimini, ma il risultato è che anche lui viene catturato dal sicario della donna, Butch, per subire la stessa fine di Gordon. Inoltre la donna scopre in questo modo del tradimento di Cobblepot, visto che è l'unico che ha visto Fish in possesso della collana; inizialmente il ragazzo tenta di negare, ma dopo che questa lo prende in giro chiamandolo "Pinguino" cerca di colpirla alle spalle. Tuttavia viene steso e la donna, colta da un attacco di rabbia, lo colpisce ripetutamente alle caviglie con una mazza d'acciaio, rendendogli invalida una gamba. Quando ormai il macellaio deve solo scegliere con quale strumento iniziare, Carmine Falcone e i suoi uomini irrompono nell'edificio, uccidendo tutti gli uomini di Mooney, tranne Butch, che dovrà avvisare il suo capo del fatto che non può uccidere dei poliziotti senza il permesso di Falcone. Poco dopo il boss parla con Gordon e dalla discussione escono fuori le conferme riguardo alla corruzione nel governo e nel dipartimento di polizia di Gotham. Falcone afferma di voler tenere in piedi la città e rivela di aver organizzato lui il piano per incastrare un criminale qualsiasi (grazie a una copia della collana) per fare in modo che la popolazione potesse sentirsi al sicuro. A questo punto Bullock porta Gordon al porto e gli spiega che, per avere la fiducia di Falcone, dovrà uccidere Cobblepot (chiuso nel bagagliaio dell'auto) e gettarlo nel fiume, se non vuole essere lui a morire e a mettere allo stesso tempo in pericolo Barbara. Gordon non può far altro che afferrare il ragazzo e portarlo verso il bordo del molo puntandogli la pistola contro. Oswald implora pietà e lo avverte di una guerra in arrivo, in quanto Falcone si sta indebolendo e i suoi nemici vogliono strappargli il potere. Si offre addirittura come spia, ma Gordon gli dice soltanto di non tornare più a Gotham, per poi sparare un colpo a vuoto e gettarlo in mare. Bullock non se ne accorge ed è convinto che lo abbia ucciso. Infine Gordon si reca alla Villa Wayne parlando con Bruce e, in presenza del maggiordomo Alfred Pennyworth, gli confessa che in realtà non hanno ucciso il vero assassino dei suoi genitori, ma che farà di tutto per trovarlo e per ripulire il dipartimento di polizia. Il piccolo Wayne non sembra dispiaciuto della notizia, in quanto dice che vorrebbe rivedere il criminale. Quando il detective si allontana dalla villa, sul muro di cinta riappare la ragazza dalle movenze feline. Nel finale Oswald riesce, affannosamente, a risalire in superficie, e a raggiungere la riva. Notando un pescatore, gli si avvicina di soppiatto e lo uccide, rubandogli il panino, per poi voltarsi a guardare la sua città.
- Guest star: Richard Kind (Aubrey James), Drew Powell (Butch Gilzean), Grayson McCouch (Thomas Wayne), Brette Taylor (Martha Wayne), Clare Foley (Ivy Pepper), Daniel Stewart Sherman (Mario Pepper), Micheal Kostroff (ufficiale Tannenbaum), Victor Cruz (sergente Desk), Jon Beavers (Comico), Robert Jimenez (Raoul), Roberto Lopez (#1 Accolito), Jeremy Sample (#2 Accolito), Ruy Iskandar (Cameriere) Polly Lee (Alice Pepper), Geoffrey Murphy (Criminale), Danny Schoch (Uomo mascherato), Roberta Colindrex (Poliziotta), Justin Micheal Carter (Poliziotto con gli occhiali).
- Ascolti USA: 8.21 milioni[7]

## Selina Kyle
- Titolo originale: Selina Kyle
- Diretto da: Danny Cannon
- Scritto da: Bruno Heller

### Trama
Alcuni ragazzini, che vivono per le strade, vengono aggrediti da due malviventi che li rapiscono iniettando loro della droga, tra i ragazzi figura pure Selina Kyle. Uno dei ragazzi, Macky, riesce a scappare travolgendo la vetrata di un ristorante. Gordon e Bullock indagano sulla faccenda, e chiedono informazioni a Fish, la quale li informa che probabilmente i ragazzi sono stati rapiti per poi venderli a dei clienti oltre oceano, ma Fish decide di non aiutarli dato che quel genere di affari non le interessa. Intanto, fuori città, Oswald riesce a ottenere un passaggio in auto da due giovani, i quali si divertono a prenderlo in giro, finché il ragazzo uccide uno dei due, e rapisce l'altro, dopo che questi gli hanno detto che cammina come un pinguino (risultato dei colpi con la mazza d'acciaio che Mooney gli aveva dato precedentemente). Il capitano Essen invita Gordon e Bullock a smettere di indagare, perché il rapimento di quei ragazzi non è un effettivo problema per la comunità finché la cosa non sarà nota, e se così fosse la notizia metterebbe tutti in allarme. Gordon si arrabbia per la cosa, quindi Barbara per aiutarlo, decide di dare ai giornali la notizia in maniera anonima. La cosa finisce sui quotidiani, quindi il sindaco per non fare una cattiva figura sprona la polizia a indagare sul caso. Analizzando la droga che i rapitori usano per rapire i ragazzini, Gordon e Bullock risalgono a un commerciante di sostanze chimiche, il quale è coinvolto, infatti entrando nell'edificio della ditta, arrestano il proprietario e trovano i ragazzi rapiti, purtroppo i due rapinatori scappano. Il sindaco considera quei ragazzi un peso, ma non potendo sbatterli nuovamente per le strade, decide di rinchiuderli in un riformatorio giovanile, ma uno degli autobus che doveva portarli a destinazione viene dirottato dai due sequestratori. Saputa la notizia, Gordon e Bullock interrogano il proprietario del negozio per farsi dare degli indizi, lui disegna un logo che aveva visto in uno dei furgoni dei due criminali, Gordon lo riconosce, si tratta del logo della "Trident Intercontinental Shipping", una compagnia di spedizioni navali, e quindi capisce dove si trovano i ragazzi. Gordon e gli agenti di polizia arrivano sul luogo e arrestano i malviventi, mentre i ragazzi vengono messi in salvo. Al dipartimento di polizia, Selina decide di aiutare Gordon nelle indagini per trovare il vero assassino dei Wayne, dandogli degli indizi. Poco dopo si vede Oswald, il quale si è momentaneamente stabilito in una scadente roulotte e osserva alcuni schedari di Gotham e foto di mafiosi, facendo intendere l'idea di voler tornare a Gotham per vendicarsi di Fish; inoltre telefona ai genitori del ragazzo rapito per chiedere un riscatto.
- Guest star: Richard Kind (Aubrey James), Drew Powell (Butch Gilzean), Carol Kane (Gertrud Kapelput), Frank Whaley (Doug), Lili Taylor (Patti), Kyle Massey (Macky), Joe Starr (Arbogast), Joseph Latimore (#1 Detective), Michelangelo Milano (Lazlo), Ephraim Birney (Zeb), Taylor Colwell (Smoke), David Pendleton (Alosa), Odiseas Georgiadis (Ragazzo di strada), Garry Pastore (Criminale), Andy Striph (#1 Ragazzo), Nick Rehberger (#2 Ragazzo), Hamilton Clancy (Meccanico), Charlie Sausa (Ince), Don Hewitt (Teppista), Angel Rosa (#2 Detective), Melody Butiu (Assistente Sociale), Jasson Finney (Stivatore), Aidan Fiske (Ragazzo in lacrime).

- Ascolti USA: 7.45 milioni[8]

## L'uomo dei palloncini
- Titolo originale: The Balloonman
- Diretto da: Dermott Downs
- Scritto da: John Stephens

### Trama
Un vigilante inizia a uccidere delle persone corrotte a Gotham, usando un modus operandi insolito: ammanetta le vittime a dei palloni aerostatici, gonfiati con dell'elio, e quindi vengono librati nel cielo. Intanto Selina rivela a Gordon che ha assistito all'omicidio di Martha e Thomas Wayne, e che ha fatto cadere un portafoglio appena rubato nel tombino. Gordon prende custodia della ragazzina, poi scende nella fogna e trova il portafoglio, confermando così la presenza della ragazza sul luogo del delitto, mentre Selina riesce a scappare. Intanto Montoya e Allen vanno da Fish per chiederle cosa ha fatto a Oswald, lei rivela ai due che Gordon lo ha ucciso, inconsapevole che è sopravvissuto. Quest'ultimo torna a Gotham e trova un lavoro (sotto falso nome) nel ristorante del mafioso Sal Maroni, rivale di Carmine Falcone. Il killer dei palloncini uccide un poliziotto corrotto, quindi Gordon e Bullock iniziano a indagare, intanto Montoya e Allen parlano con Gordon riferendogli i loro sospetti su ciò che il detective ha fatto a Oswald, ma Bullock rassicura l'amico facendogli tener presente che i due agenti non hanno prove su di lui e sull'omicidio di Oswald. Alfred è preoccupato per Bruce, per via del fatto che è entrato in possesso di alcune documentazioni sul caso dei suoi genitori e sta iniziando ad indagare autonomamente. Il killer dei palloncini uccide pure un sacerdote, accusato di pedofilia, Gordon e Bullock interrogano un ex dipendente che lavorava nella ditta di palloncini aerostatici, il quale afferma di averne venduti alcuni a un uomo che non è riuscito a identificare. Montoya va nell'appartamento di Gordon e Barbara, trovando quest'ultima in casa. Viene rivelato che Montoya e Barbara, prima che lei stesse con Gordon, erano amanti. Montoya per screditare l'uomo agli occhi della sua ex, le confessa i suoi sospetti sul fatto che Gordon abbia ucciso Oswald. Barbara capisce che Montoya è in collera per via del fatto che lei e Gordon stanno insieme, infatti la detective non si fa problemi a dirle che odia vederla con Gordon e le dà pure un bacio, ma Barbara la caccia via. Il cadavere del poliziotto cade dal cielo dato che il pallone aerostatico a una certa altezza si congela e con la diminuzione della pressione esterna l'elio esplode. Sul cadavere è stato rinvenuto un documento firmato da Gordon, che il poliziotto ucciso aveva preso al killer prima di farsi ammanettare al pallone aerostatico, Gordon lo riconosce infatti è il documento che il dipendente della tutela dei minori gli aveva fatto firmare quando aveva preso Selina in custodia, quindi Bullock e Gordon scoprono che è lui il killer. I due detective lo trovano nella vecchia sede abbandonata dell'agenzia della tutela dei minori, il killer stanco di vedere la città in continuo decadimento, aveva deciso di diventare un vigilante. Bullock decide di ucciderlo ammanettandolo a uno dei suoi palloncini facendolo volare in aria, ma Gordon si aggrappa a lui costringendo Bullock a fare un passo indietro, infatti spara al pallone, impedendone la morte e facendolo arrestare. Intanto Fish, stanca di Falcone, inizia a stargli col fiato sul collo, incaricando uno dei suoi sicari di causare un incidente (facendolo passare per una rapina) all'amante del boss mafioso. Durante la serata, mentre Gordon e Barbara discutono sul fatto che i vigilanti che si fanno giustizia da soli sono un male per Gotham, perché dare tutto quel potere a un normale cittadino farebbe cadere la città nel caos, qualcuno bussa alla porta interrompendo la conversazione. Barbara apre, lei e Gordon si trovano davanti Oswald.
- Guest star: Dan Bakkedahl (Davis Lamond), James Colby (Lt. Bill Cranston), David Zayas (Sal Maroni), Jack Koenig (Arnold Danzer), Clark Middleton (Gerrick), Jack Koenig (Ronald Danzer), Michelangelo Milano (Lazlo), Krista Braun (Giornalista), James Georgiades (Manager), Jonesy (Smiker), Pierre Gonzalez (Lavapiatti), Mario D'Leon (Scagnozzo di Mooney), Robert Chang (Spacciatore), Rose Sias (Ragazza di Smikers), Ethel Fisher (Anziana signora), Brandon Morris (Teppista), Mayank Saxena (Tech), Harri Molese (Donna), Orazio V. Rogers (#1 Uomo), Kenneth De Abrew (#2 Uomo).

- Ascolti USA: 6.36 milioni[9]

## Arkham
- Titolo originale: Arkham
- Diretto da: TJ Scott
- Scritto da: Ken Woodruff

### Trama
Oswald si presenta a Barbara come un amico di Gordon, sotto il nome di Peter. Il poliziotto è agitato per il ritorno di Oswald, conscio che Falcone ucciderà entrambi quando saprà che è ancora vivo, ma il ragazzo lo rassicura e lo informa che gli avrebbe fatto da spia affermando che è l'unico che crede in lui, inoltre considera Gordon l'unico uomo onesto della città. Un criminale, su commissione, inizia a uccidere alcuni consiglieri comunali corrotti che lavoravano per Falcone e Maroni, tutti capiscono che la cosa è correlata al voto sull'appalto di Arkham Asylum, il manicomio criminale che a breve verrà riaperto, a cui Falcone ambisce. Gordon e Bullock indagano e scoprono che il nome dell'assassino è Richard Gladwell. Tra Maroni e Falcone è scoppiata ormai una guerra, i sicari di quest'ultimo hanno rapinato il ristorante di Maroni. Barbara è ossessionata dalle insinuazioni di Montoya sull'ipotetico omicidio di Oswald (non essendo a conoscenza del fatto che fosse "Peter"), quindi chiede a Gordon la verità, l'uomo capisce che è stata Montoya a metterle la pulce nell'orecchio, alla fine Barbara confessa al suo fidanzato della sua relazione passata con la detective. Maroni decide di nominare Oswald direttore del ristorante, inoltre intende farla pagare a Falcone. Gordon e Bullock scoprono che il vero Richard Gladwell è morto e che il killer usava abusivamente il suo nome, Gordon riceve un'informazione da Oswald, e scopre che il killer vuole uccidere il sindaco. Gordon raggiunge la casa del sindaco e cerca di metterlo in salvo, ma il criminale arriva. Gordon si vede costretto ad affrontarlo e riesce ad ucciderlo, anche grazie all'intervento di Bullock, che era giunto sul posto appena in tempo. Barbara chiede nuovamente a Gordon cosa è successo al fantomatico Oswald, ma lui non può dirglielo per non metterla in pericolo. Fish decide di assumere una nuova ragazza al locale, la scelta è fra due candidate, Fish le obbliga a lottare e la vincitrice, Liza, viene assunta. Alla fine l'inganno di Oswald viene alla luce, non erano stati i sicari di Falcone a rapinare il ristorante di Maroni, ma gli uomini di Oswald. Falcone e Maroni si dividono l'appalto di Arkham: Maroni avrà il sito delle discariche, mentre Falcone avrà del sito delle case popolari. Bruce è arrabbiato per via del fatto che il lavoro dei suoi genitori è finito nelle mani dei criminali, ma Gordon gli fa capire che così facendo ha evitato una guerra che avrebbe trasformato Gotham in un bagno di sangue. Infine, Oswald uccide i sicari che aveva assoldato per rapinare il ristorante con dei cannoli avvelenati, per non lasciare tracce.
- Guest star: Richard Kind (Aubrey James), Drew Powell (Butch Gilzean), Grayson McCouch (Thomas Wayne), Evander Duck (Councilman Kenkins), Hakeem Kae-Kazim (Richard Gladwell), David Zayas (Sal Maroni), Brad Calcaterra (Minks), Danny Mastrogiorgio (Frankie Carbone), Makenzie Leigh (Liza), J.W. Cortes (Alvarez), James Georgiades (Manager), Flaco Navaja (Nicky), Lucille Sharp (Cantante), John D. Haggerty (Consigliere Zeller), Danny Doherty (Scagnozzo Maroni), Ivan Quintanilla (#1 Uomo armato), Jake Choi (#2 Uomo armato), Jamie Choi (Addetta alla reception), Aesha Waks (Collaboratore), Pearl Sun (Segretaria), Krista Braun (#1 Reporter), Genevieve Barker (#2 Reporter), Logan Crawford (#3 Reporter).

- Ascolti USA: 6.39 milioni[10]

## Viper
- Titolo originale: Viper
- Diretto da: Tim Hunter
- Scritto da: Rebecca Perry Cutter

### Trama
Una nuova droga, chiamata "viper", circola in giro per le strade di Gotham: chi ne fa uso acquisisce una forza disumana, e consuma una grande quantità di latte, per poi morire dopo pochi minuti. Edward Nygma dopo alcune ricerche scopre che la droga consuma un enorme quantitativo di calcio, questo spiega il bisogno di latte, ma il calcio consumato è tale da sbriciolare le ossa, portando così il soggetto alla morte. Maroni vuole rapinare il casinò di Falcone, Oswald alla fine gli rivela il suo segreto e la sua vera identità, e tutto quello che Gordon ha fatto per lui. Gordon e Bullock fanno delle indagini e scoprono che l'uomo che ha distribuito la droga ha un orecchio mutilato, inoltre risalgono a un'azienda, succursale della Wayne Enterprises, da cui probabilmente viene il viper. I due detective scoprono che l'uomo con l'orecchio mutilato è un dipendente della società, Stan Potolsky. Un uomo di Maroni, Frankie Carbone, porta Gordon dal suo capo e da Oswald, Maroni chiede al poliziotto quali siano i suoi segreti, e lui inizia a dirglieli tutti, ovvero che ha scoperto che Falcone è dietro l'omicidio dei Wayne e che c'è una cospirazione, e che Fish gli aveva ordinato di uccidere Oswald dopo aver scoperto che faceva il doppio gioco con la Grandi Crimini, ma che lo ha risparmiato inscenando un falso omicidio; dopo ciò Maroni lo lascia andare. Bullock e Gordon trovano un amico di Stan, che dà loro delle informazioni, la società per cui lavorava aveva creato viper come arma chimica, anche se è solo una fase iniziale per passare al progetto successivo, il Venom, Stan non era d'accordo nel creare un'arma così pericolosa quindi chiese ai coniugi Wayne di fermare il progetto, ma quando loro sono morti il progetto è andato avanti. L'amico di Stan assume il viper e aggredisce Bullock, ma Gordon gli spara uccidendolo. Stan vuole uccidere molte persone con il viper a una festa della Wayne Enterprises, a cui prende parte pure Bruce, ma Gordon lo ferma facendogli inspirare il viper, Stan si toglie la vita, ma prima dà a Gordon le indicazioni per trovare un magazzino dove si trova altro viper. Gordon trova il luogo ma è già stato ripulito dalla società. Maroni e Oswald rapinano il casinò di Falcone, intanto Fish cospira alle spalle di Falcone facendo passare alcuni boss del crimine dalla sua parte per abbatterlo. Quest'ultimo conosce Liza, la quale è stata istruita da Fish per avvicinarsi a Falcone ed entrare nelle sue grazie.
- Guest star: Daniel London (Stan Potolsky), Kett Turton (Benny), Genevieve Hudson-Price (Charmagne), Peter Maloney (Isaac Steiner), Margaret Colin (Taylor Reece), David Zayas (Sal Maroni), Jeremy Davidson (Nikolai), Danny Mastrogiorgio (Frankie Carbone), Makenzie Leigh (Liza), Sharon Washington (Molly Mathis), Krista Braun (Reporter), Carmine Famiglietti (Cassiere).

- Ascolti USA: 6.09 milioni[11]

## Lo Spirito del Capro
- Titolo originale: Spirit of the Goat
- Diretto da: TJ Scott
- Scritto da: Ben Edlund

### Trama
Amanda, una ragazza appartenente a una famiglia molto ricca di Gotham, viene ritrovata morta. Bullock inizia a preoccuparsi perché l'omicidio è molto simile all'opera di un serial killer di un decennio prima: un uomo di nome Randall Milkie, che si faceva chiamare lo "Spirito del Capro". Egli infatti rapiva ragazze di famiglie facoltose, per poi ucciderle. Bullock è agitato perché aveva già chiuso il caso uccidendo l'omicida. Oswald torna a far visita alla madre, la quale dopo un iniziale rimprovero si prende cura di lui. Bullock e Gordon vanno dai genitori di Amanda, i quali sono in terapia da un'analista, la dottoressa Marks. Bullock curiosamente nota che il padre di Amanda contrae la mano stringendola come se fosse un pugno. Nel frattempo il medico legale scopre che alla base della nuca della ragazza morta, era stato inserito un penny e poi ricucito, cosa che faceva lo Spirito del Capro ma che non era mai stata resa pubblica. Così i due detective chiedono consiglio a Dix (partner di Bullock 10 anni prima), il quale è costretto a passare la sua vita in una sedia a rotelle in seguito allo scontro con Milkie. Un'altra ragazza viene rapita dallo Spirito del Capro, quindi Bullock e Gordon trovano il criminale nello stesso edificio abbandonato in cui Bullock uccise Milkie anni prima. I due detective salvano la ragazza, e arrestano il criminale, Raymond Earl. Nonostante tutto sembra risolversi per il meglio, Bullock sente che qualcosa non torna perché Earl non sembra il tipo di persona che architetta questi crimini, proprio in quel momento nota che Earl contrae la mano stringendola come se fosse un pugno. Bullock si reca dalla dottoressa Marks, la quale sta visitando il padre della defunta Amanda, il Signor Hastings, e scopre che in realtà è lei che tramite l'ipnosi ha obbligato Earl a uccidere quelle ragazze, e aveva fatto lo stesso con Milkie, inculcando nella mente degli assassini l'essenza dello Spirito del Capro; inoltre per aiutarli a mantenere il controllo infonde in loro un riflesso psicosomatico, ovvero la contrazione alla mano. Bullock cerca di arrestarla, ma il signor Hastings (che è sotto ipnosi) lo aggredisce, Bullock lo mette al tappeto e spara alla donna ferendola alla gamba, arrestandola. Montoya e Allen arrestano Gordon per l'omicidio di Oswald, sulla testimonianza di un senzatetto che ha visto il detective sparare a Pinguino, in seguito portano Gordon al dipartimento e arrestano anche Bullock. Alla fine però, con lo stupore generale dei presenti, Oswald si presenta al dipartimento.
- Guest star: Carol Kane (Gertrud Cobblepot), Dan Hedaya (Detective Dix), Kim Director (Lacey White), Makenzie Leigh (Liza), Chelsea Spack (Kristen Kringle) Susan Misner (Dr. Marks), Christopher Baker (Raymond Earl/Spirito del Capro), Brian O'Neill (Mr. Hastings), Clyde Baldo (Olaf Nillson), Philip Hernandez (Medico esaminatore), Beatrice Brigitte (Ember Copley), Andrea Sooch (Signora Hastings), Joy Lynn Jacobs (Amministratore), Christian Steiner (Newscaster), Denia Brache (Anita), Mariah Strongin (Shelly Lawson).

- Ascolti USA: 5.89 milioni[12]

## L'ombrello di Pinguino
- Titolo originale: Penguin's Umbrella
- Diretto da: Rob Bailey
- Scritto da: Bruno Heller

### Trama
Dopo aver appurato che Oswald è vivo, le accuse su Gordon e Bullock cadono, ma quest'ultimo si arrabbia con l'amico conscio che la collera di Fish e Falcone si abbatterà su di loro, Gordon sprona il suo partner a combattere al suo fianco, ma Bullock non è dalla parte di Gordon, quindi decide di abbandonarlo. Fish, dopo aver scoperto che Oswald è vivo, perde il controllo e non gradisce il fatto che ora lavora per Maroni, il quale non è intenzionato a restituirgli il ragazzo. Fish manda il suo braccio destro Buch a prendere Gordon, per fargliela pagare, ma il detective mette il criminale fuori combattimento, infine porta Barbara alla stazione degli autobus, e la convince a lasciare Gotham per il suo bene, intanto il detective torna a lavorare al dipartimento, tutti sono increduli nel vedere come affronta Falcone a viso aperto nonostante sia consapevole che cercherà di ucciderlo, infatti egli manda un suo sicario per portarlo via, Victor Zsasz, il quale con sfrontatezza entra al dipartimento di polizia per prelevare Gordon, tutti gli agenti di polizia per paura di Falcone non fanno niente per aiutare il loro collega, e quindi abbandonano l'edificio; il Capitano Essen, invece, cerca di aiutare Gordon, ma l'uomo la convince ad andarsene. Inizia così una sparatoria tra Victor e Gordon, quest'ultimo rimane ferito, ma in suo soccorso arrivano Montoya e Allen i quali lo portano in salvo. Sicuri del fatto che in ospedale sarebbe un bersaglio facile, lo portano da una loro amica che lavora come medico all'università locale, la quale lo guarisce dalle ferite. Falcone per punire Maroni del fatto che tiene Oswald sotto la sua protezione, fa rubare delle armi che il suo rivale voleva contrabbandare. Oswald suggerisce di attaccare Nikolai quindi, insieme al braccio destro di Maroni, Carbone, decide di fare un'imboscata a Nikolai, come rappresaglia per il furto d'armi; Nikolai muore ma Carbone gli rivela a Oswald che non gli piace e di avere intenzione di ucciderlo per farlo poi passare a Maroni come vittima di uno degli uomini di Nikolai; Cobblepot, però, informa Carbone che ha corrotto i suoi uomini pagandoli di più, i quali lo tengono fermo e alla fine Oswald uccide Carbone accoltellandolo. Intanto Montoya si scusa con Gordon per averlo accusato ingiustamente di essere corrotto, ammettendo che il suo giudizio era influenzato dai sentimenti che prova per Barbara, Gordon la perdona, felice del fatto che sono dalla stessa parte. Montoya e Allen portano Gordon alla villa dei Wayne, Gordon purtroppo parla col piccolo Bruce facendogli capire che non troverà l'assassino dei suoi genitori così presto, e che probabilmente Falcone lo ucciderà, ma che Montoya e Allen continueranno il suo lavoro, infine il ragazzo abbraccia il detective per ringraziarlo di tutto. Falcone e Maroni capiscono che la faccenda è sfuggita a ogni controllo, e dunque decidono di raggiungere un compromesso, Falcone permetterà a Maroni di tenersi Oswald, ma Maroni dovrà cedergli Indian Hill, un sito di Arkham considerato poco meno di una discarica. Gordon torna al suo appartamento, Bullock bussa alla sua porta, Gordon gli apre e l'amico gli dice che pur non condividendo il suo modo di fare, lo aiuterà. Gordon e Bullock, mandato di cattura alla mano, arrestano il sindaco essendo lui coinvolto nell'insabbiamento dell'omicidio dei Wayne, inoltre si presentano nella villa di Falcone per arrestare anche lui, ma il boss criminale ha come ostaggio Barbara che è sotto la custodia di Victor, infatti la ragazza si trova nella villa dell'anziano uomo, era andata lì per convincerlo a risparmiare la vita del suo amato. Gordon e Bullock si vedono costretti a far cadere le accuse e a rilasciare il sindaco, Falcone stranamente decide di risparmiare Barbara e i due detective, sostenendo che Gotham ha bisogno di uomini coraggiosi e valorosi come loro due. Barbara e Gordon tornano a casa e nonostante le difficoltà i due si fanno forza a vicenda perché si amano. Oswald fa visita a Falcone, alla fine si scopre che Falcone aveva sempre saputo che Oswald era vivo e che Gordon non lo aveva ucciso, e che aveva pure contribuito a inscenare la cosa: tutto ebbe inizio la sera in cui Falcone scoprì che Oswald vendeva informazioni a Allen e Montoya, inizialmente voleva ucciderlo, ma il ragazzo gli chiese di dare il compito a Gordon, avendo subito capito che era una brava persona e che non lo avrebbe ucciso, inoltre si offrì di fare da spia a Falcone, cosa facilitata dal fatto che tutti lo avrebbero creduto morto, entrando nel clan di Maroni, e contemporaneamente passandogli informazioni su Fish, dopo avergli detto che la donna cospirava contro di lui. Falcone parla con Oswald rimarcando il fatto che tutto sta andando come loro avevano previsto, Nikolai era l'amante di Fish e collaborava con lei per distruggere Falcone, ma grazie a Oswald ora è morto, inoltre viene rivelato che è stato Oswald, poco prima, a chiedere a Falcone di risparmiare Gordon e i suoi amici.
- Guest star: Richard Kind (Aubrey James), Drew Powell (Butch Gilzean), Anthony Carrigan (Victor Zsasz), Mekia Cox (Dr. Thawson), David Zayas (Sal Maroni), Brad Calcaterra (Minks), Danny Mastrogiorgio (Frankie Carbone), Makenzie Leigh (Liza), Jeremy Davidson (Nikolai), J.W. Cortes (Alvarez), Alex Corrado (Gabe), Christine Hollingsworth (#1 Scagnozza di Zsasz), Celia Au (#2 Scagnozza di Zsasz), Eileen Weisinger (Poliziotta), Bob Roseman (Autista), Suarez (Guardia), Salvatore Inzerillo (Sparatore), Adrienne Lovette (Cameriera), Mario D'Leon (Subalterno).

- Ascolti USA: 6.63 milioni[13]

## La maschera
- Titolo originale: The Mask
- Diretto da: Paul A. Edwards
- Scritto da: John Stephens

### Trama
Bullock e Gordon indagano su un uomo morto, e scoprono che cercava lavoro in una società finanziaria, in breve scoprono che il direttore dell'impresa, Richard Sionis, obbliga i suoi dipendenti a combattere gli uni contro gli altri in scontri clandestini mortali, ma non hanno prove per dimostrarlo. Le cose per Gordon si fanno difficili dopo quello che è accaduto al dipartimento, dato che è ancora arrabbiato per via del fatto che nessuno lo ha difeso da Victor, inoltre anche la sua vita sentimentale ne risente, infatti Barbara ha paura dopo l'accaduto e il distacco emotivo di Gordon non migliora le cose tra i due. Liza ormai si è guadagnata la fiducia e l'affetto di Falcone, anche se non è più sicura di voler continuare, ma Fish non le lascia altra scelta. Bruce intanto torna a scuola, ma ha dei problemi con un bullo, Tommy Elliot, il quale ha insultato la defunta madre del ragazzo, Bruce lo colpisce, e di conseguenza Tommy lo picchia. Bullock è dell'opinione che Gordon ama mettersi contro tutti, e che per lui è come una dipendenza. Continuando a indagare, Gordon e Bullock cercano gli immobili di Sionis, quindi i due poliziotti si dividono, Gordon trova l'edificio giusto ma viene catturato da Sionis, il quale lo obbliga a combattere contro i suoi dirigenti in cambio di un bonus da un milione di dollari. Bullock, in pensiero per il suo amico, chiede ai poliziotti del dipartimento di cercare gli indirizzi delle proprietà di Sionis che Gordon stava controllando, ma nessuno di loro vuole aiutarlo, quindi Bullock rimprovera tutti i poliziotti lì presenti per aver voltato le spalle a un loro collega, quindi alla fine li convince a controllare gli indirizzi. Gordon affronta gli uomini di Sionis avendo la meglio su di loro, infine è proprio Sionis a combattere contro il detective, ma Gordon sconfigge pure lui, poi arriva Essen con la polizia che arresta Sionis. Alfred convince Bruce a reagire alle prepotenze di Tommy, quindi il ragazzo bussa alla porta del bullo, il quale dopo averla aperta viene picchiato da Bruce, ricevendo una lezione. Oswald vuole distruggere Fish, quindi cerca di scoprire il suo punto debole, motivo per cui rapisce il suo assistente, il quale su intimidazione gli confessa che Fish, per distruggere Falcone, è riuscita a far avvicinare al boss qualcuno che lavora per lei (Liza), alla fine Oswald uccide l'uomo. Gordon, parlando con Bullock, gli fa capire che lui non cerca veramente lo scontro, ma non per questo si tira indietro, e che non si arrenderà mai, sicuro del fatto che un giorno riuscirà a far arrestare Falcone e tutte le persone corrotte di Gotham. Selina viene arrestata per aver rubato da un boutique, e viene condotta al dipartimento di polizia. Barbara, ancora scossa per gli avvenimenti, abbandona il suo fidanzato, andandosene via da casa loro lasciando una lettera a Gordon.
- Guest star: Anthony Carrigan (Victor Zsasz), Makenzie Leigh (Liza), Todd Stashwick (Richard Sionis), Cole Vallis (Tommy Elliot), J.W. Cortes (Alvarez), Carol Kane (Gertude Kapelput), Frank Deal (Dottor Felton), Orlagh Cassidy (Signora Lawson), Philip Hernandez (Esaminatore medico), Robbie Tann (Timothy), Teodorina Bello (Maggie), John Quilty (Avvocato), Louis Balletta (Scagnozzo Falcone), Danielle Guldin (Addetto alla reception), Alet Taylor (Donna ricca), Allison Loskot (Ragazza), Bryce Biederman (Coleman Lawson), Brian Morvant (Adams), Frank Alfano (Uomo in gabbia), Jay Hieron (Paziente).

- Ascolti USA: 6.35 milioni[14]

## Harvey Dent
- Titolo originale: Harvey Dent
- Diretto da: Karen Gaviola
- Scritto da: Ken Woodruff

### Trama
Gordon porta Selina a casa sua e di Barbara, per poi scoprire che la sua fidanzata ha lasciato il loro appartamento, Gordon trova una lettera di Barbara dove lei confessa di sentirsi male per quello che è successo con Falcone e Victor Zsasz, e che al momento sente di essere un intralcio per Gordon. Quest'ultimo porta Selina nella villa dei Wayne, Bruce decide di ospitarla, Selina fornisce una descrizione del killer che ha ucciso i genitori del ragazzo. Montoya e Allen aiutano Gordon nelle indagini e gli presentano un viceprocuratore che potrebbe aprire un'inchiesta, Harvey Dent, il quale decide di sostenere la causa del detective. Un criminale, Ian Hargrove, viene fatto evadere di prigione, i delinquenti che lo hanno liberato obbligano l'uomo a creare esplosivi. Bruce e Selina iniziano a fare amicizia, e nonostante l'iniziale ostilità di Alfred, pure lui capisce che avere la ragazzina in casa è una buona cosa dato che Bruce ha finalmente un'amica. Nel frattempo Selina propone a Bruce che se riesce a beccarla con le brioche, lei gli avrebbe permesso di baciarla. Gordon e Bullock cercano di trovare Ian, il fratello dell'uomo giura ai due detective che Ian non è cattivo, ma che ha solo dei problemi di instabilità mentale. Esaminando il materiale esplosivo usato da Ian, Edward trova una targhetta di una vecchia fabbrica, quindi Gordon e Bullock vanno lì e trovano Ian, il quale aveva lasciato di proposito la targhetta perché lo trovassero, lui lavora per i criminali contro la sua volontà, dei russi, che hanno in mente di usare le capacità di Ian nella fabbricazione delle bombe per un colpo, poi però arrivano i russi che portano via Ian. Bullock scopre che i russi sono capitanati da Gregory, un sicario di Nikolai, dopo la morte di quest'ultimo ha iniziato a lavorare per Fish, che ha incaricato lui e i suoi uomini di rubare i soldi di Falcone dal suo caveau con l'esplosivo creato da Ian. Dent pensa che dietro al delitto dei Wayne c'è pure Lovecraft, un uomo d'affari sporco col quale Thomas Wayne non andava d'accordo, quindi per mettergli pressione sparge la voce di un testimone che lo collega all'omicidio dei due coniugi. I russi riescono a rubare i soldi di Falcone, ma poi arrivano Gordon e Bullock che mettono in salvo Ian, i due agenti cercano di arrestare Gregory, ma il sicario di Fish, Butch, lo uccide con un esplosivo facendolo innescare con un detonatore a distanza. Oswald parla con Liza riferendole di aver scoperto che la giovane ragazza lavora per Fish, Liza inizia ad agitarsi, ma il giovane criminale rassicura la ragazza dicendole che non rivelerà il suo segreto, ma non dovrà dire niente a nessuno della loro conversazione, altrimenti la ucciderà. Il sindaco ha deciso di trasferire alcuni detenuti della prigione, tra cui Ian, nel manicomio di Arkham, appena ristrutturato. Gordon lascia un messaggio a Barbara sulla segreteria del suo cellulare, dicendole che la ama e che gli manca, perché senza di lei sente di non avere niente. A fine episodio si vede Barbara a letto con Montoya.
- Guest star: Richard Kind (Aubrey James), Drew Powell (Butch Gilzean), Makenzie Leigh (Liza), Nicholas D'Agosto (Harvey Dent), Leslie Odom Jr. (Ian Hargrove), Luke Forbes (John Hargrove), Al Sapienza (Dick Lovecraft), Steve Cirbus (Gregor Kasyanov), Gabriel Rush (Roy), Melvin Abston (Anziano ufficiale di correzioni), Marinda Anderson (Giovane ufficiale di correzioni), Andrew Ayala (#1 Munitions security officer), Guyviaud Joesph (#2 Munitions security officer), David Wayne Fox (#1 Prigioniero Arkham Asylum), Paul Kaye (#2 Prigioniero Arkham Asylum), Rachael Ma (Assistente sindaco).

- Ascolti USA: 6.49 milioni[15]

## Lovecraft
- Titolo originale: Lovecraft
- Diretto da: Guy Ferland
- Scritto da: Rebecca Dameron

### Trama
Mentre Selina aiuta Bruce con qualche esercizio sull'equilibrio, una donna bussa alla porta della villa Wayne. È Larissa Diaz, una killer assoldata per uccidere Selina, ma quest'ultima e Bruce riescono a scappare, mentre Alfred affronta la donna e i suoi tirapiedi. Falcone è furioso perché i suoi nemici gli stanno col fiato sul collo, anticipando le sue mosse e Oswald gli fa capire che tra le sue file c'è una talpa, ma non gli dice che si tratta di Liza. Bullock capisce che Gordon gli nasconde qualcosa e Gordon deve confessare all'amico che sta ancora indagando sull'omicidio dei Wayne e che aveva nascosto Selina perché è stata una testimone oculare dell'assassinio dei Wayne. Gordon e Bullock si mettono sulle tracce di Bruce e Selina. Alfred si offre volontario per aiutare la polizia, quindi il maggiordomo e Bullock indagano insieme mentre Gordon si rivolge a Dent. Quest'ultimo è convinto che sia stato Lovecraft ad assoldare Larissa, Gordon non capisce come abbia fatto a sapere di Selina dato che non aveva fatto il suo nome a nessuno, ma Dent confessa di aver parlato di Gordon a qualche persona per smuovere le acque sull'omicidio dei Wayne, quindi è probabile che attraverso il nome di Gordon sono riusciti ad arrivare a Selina. Gordon sfoga la sua collera contro Dent per via della sua sconsideratezza. Bruce e Selina intanto sono in giro per le strade di Gotham e finiscono in un rifugio dove si radunano i ragazzi delle strade, tra cui la piccola Ivy, la figlia di Mario Pepper, l'uomo che è stato ingiustamente incriminato per l'omicidio dei Wayne. Alfred e Bullock chiedono aiuto a Macky, un ragazzo di strada che conosce Selina, che suggerisce di chiedere aiuto a Fish, dato che lei conosce il ricettatore a cui Selina spesso si rivolge. Falcone è ben consapevole che Fish cospira alle sue spalle, ma preferisce farle credere di esserne all'oscuro. Gordon si reca da Lovecraft, ma il miliardario giura di essere innocente perché non è stato lui ad assoldare Larissa ma, proprio quando stava per dare al detective degli indizi col quale fare chiarezza sull'omicidio dei Wayne, arriva Larissa che mette Gordon al tappeto e uccide Lovecraft con la pistola del detective. Bullock e Alfred vanno da Fish, e il maggiordomo riesce a convincere la donna a dirgli dove si trova il ricettatore di Selina. Intanto Selina e Bruce, come previsto, vanno dal ricettatore della ragazza, per vendere un po' degli oggetti che ha rubato nella villa dei Wayne e racimolare del contante, ma il ricettatore si era già accordato con Larissa per catturare i due ragazzini e li rinchiude. All'arrivo di Larissa e dei suoi, Bruce e Selina riescono a fuggire mentre arrivano Gordon, Bullock e Alfred che uccidono i tirapiedi di Larissa, mentre quest'ultima riesce a scappare. Il sindaco James è furibondo con Gordon a causa della morte di Lovecraft, il quale era considerato un pilastro della comunità di Gotham, inoltre le cose si aggravano per via del fatto che è stato ucciso con la pistola di Gordon, quindi il sindaco decide di dare alla stampa una falsa versione di quello che è accaduto, cioè che Gordon ha ingiustamente accusato il miliardario di un crimine di cui era innocente, mettendolo alle corde con un interrogatorio, e che Lovecraft non ha retto la tensione e che di conseguenza si è agitato aggredendo Gordon disarmandolo, per poi spararsi con la pistola del detective. James decide di punire Gordon mandandolo via dal dipartimento di polizia, dandogli un lavoro come sorvegliante ad Arkham. Selina va a salutare Bruce e lo bacia, per poi andarsene via. Bullock e Edward salutano Gordon il quale inizia il suo nuovo lavoro come sorvegliante all'istituto psichiatrico di Arkham.
- Guest star: Nicholas D'Agosto (Harvey Dent), Drew Powell (Butch Gilzean), Clare Foley (Ivy Pepper), Lesley-Ann Brandt (Larissa Diaz), Al Sapienza (Dick Lovecraft), Kyle Massey (Macky), Makenzie Leigh (Liza), Richard Kind (Aubrey James), John Enos III (Saviano), Alex Corrado (Gabe), Devin Harjes (Slyde), Frank Liotti (Turski), Declan Mulvey (Assassino), John Finnerty Jr. (Giardiniere), Emily Belle (#1 Bambina di strada), Adam Carbone (#2 Bambino di strada), Jada Jarvis (Bambina di strada batterista), Elisabetta T. La Mancha (Membro Scuola di preparazione), Stuart Schnitzer (Uomo alla scrivania), Sienna Stuebe (Scolara).

- Ascolti USA: 6.05 milioni[16]

## La tempesta
- Titolo originale: Rogue's Gallery
- Diretto da: Oz Scott
- Scritto da: Sue Chung

### Trama
Gordon inizia il suo nuovo lavoro come guardia di sicurezza ad Arkham, dove fa amicizia con la dottoressa Leslie Thompkins, intanto all'istituto un paziente viene ridotto ad uno stato vegetale, e sembra che il responsabile sia un membro del personale, il paziente è stato sottoposto a elettroshock, quindi si presume che il colpevole abbia una certa esperienza nell'uso di congegni a voltaggio elettrico. Barbara e Montoya sono tornate insieme, ma la loro ritrovata relazione ha vita breve, infatti Montoya è ben consapevole che Barbara non si è ancora ripresa dalla rottura con Gordon, inoltre ha paura che con i suoi comportamenti autodistruttivi la ragazza possa nuovamente far ricadere la detective nel baratro dell'alcool e della droga, quindi le due decidono di lasciarsi. Un altro paziente è stato sottoposto a elettroshock, sopravvivendo, infatti sembra che la persona che faccia queste cose stia perfezionando la sua tecnica, Bullock va all'istituto psichiatrico per indagare, il detective parla con il direttore Lang, il quale fa capire a Bullock che l'elettroshock può essere usato per condizionare il comportamento delle persone, inoltre azzarda l'ipotesi che non è stato un membro del personale, perché non ci sono operatori specializzati nell'uso dell'elettroshock. Gordon e Leslie scoprono che la colpevole è l'infermiera Dorothy, la quale cerca di far scappare i detenuti dell'istituto, finendo uccisa proprio da loro, mentre Gordon riesce a contenere la rivolta. Gordon, Bullock e Essen bevono per festeggiare, ma il medico legale li informa che anche sul cadavere di Dorothy ci sono dei segni di elettroshock, fatti su di lei molto tempo prima, quindi non era lei a usare l'elettroshock, ma era una delle cavie. Il colpevole infatti è uno dei pazienti, Jack Gruber, che ha usato l'elettroshock su quelle persone per affinare la sua tecnica, e scappa da Arkham con l'aiuto di un altro paziente, Aaron Danzig, i due uccidono Lang. Anche Aaron è stato una delle cavie di Jack, infatti Aaron è asservito a Jack grazie all'elettroshock fatto su di lui, Jack definisce Aaron il suo lavoro migliore. Oswald, essendo il nuovo braccio destro di Maroni, inizia a prendersi troppe libertà, cominciando a importunare i pescatori aumentando il pizzo, ma alcuni poliziotti lo aggrediscono e lo sbattono in cella. Maroni giunge al dipartimento di polizia e paga la cauzione a Oswald facendolo uscire, alla fine Maroni confessa al ragazzo che è stato lui a ordinare a quei poliziotti di arrestarlo per impartirgli una lezione di umiltà, visto che a suo dire non era necessario alzare il pizzo a dei poveri pescatori. Butch cerca di convincere Saviano a sottostare a Fish, ma lui non vuole, quindi Butch lo uccide.
- Guest star: Morena Baccarin (Leslie Thompkins), David Zayas (Sal Maroni), Kevin McCormick (Aaron Danzig), Christopher Heyerdahl (Jack Buchinsky/Elettroesecutore), Clare Foley (Ivy Pepper), Drew Powell (Butch Gilzean), John Enos III (Saviano), Isiah Whitlock Jr. (Dr. Gerry Lang), Allyce Beasley (Dorothy Duncan), J.W. Cortes (Alvarez), Alex Corrado (Gabe), Sam Seferian (Royston), Steve Axelrod (Pescatore), David L. Townsend (#1 Guardia di Arkham), Nick Bialis (Guardia del corpo di Mooney), John Cashin (#1 Detenuto Arkham), David Chen (#2 Detenuto Arkham), Brian Donahue (#1 Poliziotto GCPD), David Wayne Fox (#3 Detenuto Arkham), Nick Hentsch (Scagnozzo Punk), Keith Mackler (#4 Detenuto Arkahm), Rich Mollo (Scagnozzo), Mark Pettograsso (Robert "Frogman" Jones), Edward Sass III (#5 Detenuto Arkham), Stuart Schnitzer (#2 Poliziotto GCPD), Paugh Shadow (#6 Detenuto Arkham), Christopher Weite (#7 Detenuto Arkham), Justin L.Wilson (#8 Detenuto Arkham), Maximilian Zammit (#9 Detenuto Arkahm).

- Ascolti USA: 7.06 milioni[17]

## Elettroesecuzione
- Titolo originale: What the Little Bird Told Him
- Diretto da: Eagle Egilsson
- Scritto da: Ben Edlund

### Trama
Gordon cerca di farsi riammettere nella polizia di Gotham affermando che lui può catturare i due fuggitivi di Arkham, Jack Gruber e Aaron Danzig. Il commissario allora gli concede 24 ore di tempo, altrimenti lui e Bullock finiranno a fare le guardie ad Arkham. Grazie a Nygma i due apprendono che Jack Gruber è in realtà un falso nome di Jack Buchinsky, un ex-rapinatore di banche associato con la mafia. Buchinsky, che viene soprannominato dalla stampa Electroesecutore, mira a uccidere Maroni che anni prima lo aveva tradito durante una rapina a una banca facendolo finire in carcere. Nel frattempo Fish Mooney decide di fare la sua mossa contro Falcone: inscena il rapimento di Liza volendo costringere Falcone ad abbandonare la città in cambio della vita della ragazza. Falcone, preoccupato, chiama subito Oswald, che in quel momento si trova nel ristorante di Maroni quando all'improvviso scoppia una bomba elettrica lanciata da Buchinsky. Oswald sviene, ma in un breve momento di shock in cui si riprende per qualche istante afferma che deve andare a vedere Falcone, facendo così nascere dei sospetti in Maroni. Barbara, in seguito alla sua separazione con Montoya e Gordon, torna a vivere dai suoi genitori. Gordon pensa di usare Maroni per fare da esca, attirando Jack nella centrale di polizia. Qui, quando si sveglia definitivamente, Oswald riesce a convincere Maroni che quanto detto riguardo Falcone non era vero e che doveva andare ad aiutare la madre malata, così ha il permesso di andarsene, ma in quell'esatto istante Jack attacca la centrale, riuscendo a far svenire tutti con un attacco elettrico; tutti tranne Gordon che aveva indossato degli stivali isolanti di gomma su consiglio di Nygma. Il poliziotto riesce così a fermare l'uomo e il suo tirapiedi Helzinger arrestandoli e riuscendo così ad essere riammesso nella polizia di Gotham. Leslie va a trovare Gordon per salutarlo, i due si scambiano un bacio appassionato. Raggiunto Falcone, che nel frattempo ha scoperto che in realtà il rapitore di Liza è Fish Mooney, che la donna l'ha tradito e vuole prendere il suo posto in città, Oswald gli rivela che Liza è in realtà in combutta con la donna. Falcone, che stava pensando veramente di farsi da parte e andare a vivere con Liza lontano da Gotham, decide allora di andare da Fish, dove, preso atto della veridicità delle parole di Oswlad, strangola Liza davanti agli occhi di Fish, facendo catturare dai suoi uomini quest'ultima e Butch. Infine Oswald si rivela a Fish e Butch, i due così scoprono dell'alleanza tra lui e Falcone.
- Guest star: David Zayas (Sal Maroni), Anthony Carrigan (Victor Zsasz), Morena Baccarin (Leslie Thompkins), Christopher Heyerdahl (Jack Buchinsky), Drew Powell (Butch Gilzean), Makenzie Leigh (Liza), Peter Scolari (Gillian B. Loeb), Kevin McCormick (Aaron Danzig), Dash Mihok (Arnold John Flass), Chelsea Spack (Kristen Kringle), Alex Corrado (Gabe), Caroline Lagerfelt (Mrs. Kean), Richard Poe (Mr. Kean)

- Ascolti USA: 6.50 milioni[18]

## Bentornato, Jim Gordon
- Titolo originale: Welcome Back, Jim Gordon
- Diretto da: Wendey Stanzler
- Scritto da: Megan Mostyn-Brown

### Trama
Uno spacciatore viene ritrovato morto, un testimone oculare viene scortato al dipartimento per fornire una descrizione del killer, ma viene ucciso. Edward esaminando il cadavere scopre che il testimone è stato ucciso con la stessa arma che è stata usata per uccidere lo spacciatore. Gordon non ci mette molto a capire che il colpevole è un agente del dipartimento di polizia, e scopre che il colpevole è Arnold Flass, agente della narcotici. Bullock rivela a Gordon che Flass gestisce un giro di droga, lui e la sua unità rubano la droga dai depositi dei trafficanti, e la rivendono. Bruce incontra Ivy, e le chiede di riferire un messaggio a Selina, ovvero di andare a trovarlo nella sua villa. Falcone fa torturare Fish da uno specialista, ma viene salvata da Butch, che a sua volta era riuscito a mettersi in salvo dagli uomini di Falcone. Oswald ora è a capo del night club di Fish, il giovane criminale riceve una visita di Gordon che gli chiede se tramite i suoi contatti possa aiutarlo a trovare una prova per arrestare Flass. Fish e Butch vanno al club per uccidere Oswald, ma Victor Zsasz arriva in suo soccorso, Fish scappa mentre Butch viene catturato. Selina va a trovare Bruce a casa sua, il ragazzo fa un'offerta alla piccola ladra, ovvero la possibilità di vivere con lui, così quando sarà il momento potrà testimoniare per riconoscere l'assassino dei suoi genitori, ma alla fine la ragazza confessa la verità: lei non ha visto in faccia l'assassino dei suoi genitori, e che si è inventata tutto solo per non finire in riformatorio, detto ciò se ne va. Lo scagnozzo di Oswald va a casa di uno dei detective corrotti dell'unità di Flass, Delaware, minacciando di uccidere sia lui che la moglie, alla fine il poliziotto per avere salva la vita consegna l'arma con la quale Flass ha ucciso il testimone e lo spacciatore, quest'ultimo è stato ucciso perché era in ritardo con alcuni pagamenti. L'arma viene consegnata a Gordon, il detective alla fine, con il supporto di Essen, arresta Flass davanti a tutto il dipartimento. Bullock aiuta Fish a scappare via da Gotham convincendola a non tornare più, ma lei è intenzionata a tornare per vendicarsi di Oswald e ucciderlo, lei e Bullock si salutano con un tenero bacio. Gordon, una volta uscito dal dipartimento, viene raggiunto da Delaware, il quale sopraffatto dal terrore supplica Gordon di lasciare in pace lui e la moglie, anche se Gordon non era a conoscenza dei metodi che Oswald aveva usato per ottenere la prova, poi Gordon guardando Delaware e il modo in cui è spaventato si rende conto che per fare giustizia sta prendendo delle scelte discutibili che rischiano di cambiarlo in peggio.
- Guest star: Clare Foley (Ivy Pepper), Anthony Carrigan (Victor Zsasz), Drew Powell (Butch Gilzean), Dash Mihok (Arnold John Flass), Chelsea Spack (Kristen Kringle), Carol Kane (Gertrude Kapelput), J.W. Cortes (Alvarez), Alex Corrado (Gabe), Niko Nicotera (Derek Delaware), Michael Eklund (Bob), Willie C. Carpenter (Leon Winkler), Phyllis Bash (Mrs. Winkler)

- Ascolti USA: 6.04 milioni[19]

## Paura profonda
- Titolo originale: The Fearsome Dr. Crane
- Diretto da: John Behring
- Scritto da: John Stephens

### Trama
Fish telefona a Maroni dicendogli che Oswald è un traditore e che lavora segretamente per Falcone. Dopo aver appurato che Selina non ha mai visto in faccia l'assassino dei genitori di Bruce, quest'ultimo esonera Gordon dal suo giuramento per cui avrebbe trovato il killer, dato che non ha fatto nessun progresso, e che adesso sarà il giovane Wayne a occuparsi del caso. Un misterioso assassino uccide le persone, ma prima le mette a confronto con le loro paure più grandi, le vittime vengono scelte all'interno di un gruppo di sostegno per le fobie. Edward continua a intromettersi nel lavoro del medico legale, che convince Essen a sospenderlo, dunque Edward decide di metterlo nei guai mettendo nel suo armadietto alcune parti amputate dei cadaveri, in questo modo il medico legale viene cacciato via dal dipartimento. Maroni capisce che le parole di Fish corrispondono al vero, e dunque porta Oswald in una sua proprietà fuori da Gotham, i due, mentre pranzano, discutono e Maroni, con delle allusioni, fa capire a Oswald che ha scoperto i suoi segreti, come la sua collaborazione con Falcone e il fatto che è stato lui a uccidere Carbone. Oswald allora estrae la pistola che aveva precedentemente sottratto a Maroni, per ucciderlo, ma scopre che è caricata a salve, perché il mafioso lo aveva previsto; il ragazzo tenta allora la fuga, ma viene subito fermato e picchiato. Gordon chiede a Leslie di uscire, anche se in parte lo ha fatto per avere la sua collaborazione al caso, e la dottoressa ne rimane delusa, anche se Gordon ammette di provare un sincero interesse per lei. Il killer prende di mira un altro membro del gruppo di sostegno, Scottie Mullen, il criminale vuole ucciderla facendola annegare, ma Gordon e Bullock la salvano, anche se l'assassino riesce a scappare. Maroni porta Oswald in un sito di smantellamento per auto da rottamare, e decide di farlo uccidere dentro l'auto che verrà schiacciata dal compressore; il ragazzo tenta in tutti i modi di fermarlo, provando a telefonargli mentre si trova già chiuso nella macchina, e dicendogli che non mentiva sul fatto che chi controlla il sito di Indian Hill di Arkham controlla Gotham, ma lui non lo ascolta. Tuttavia, Oswald riesce a telefonare al controllore dello smantellamento, e lo avverte che è il braccio destro di Falcone, il quale sa dove si trova, e che se l'avesse ucciso sarebbe finito in guai molto seri. Per evitare problemi l'uomo ferma la macchina all'ultimo momento, e il ragazzo riesce a scappare. Leslie va a trovare Gordon al dipartimento e gli dice di aver scoperto per quale motivo il killer uccide le sue vittime alzando il livello di paura: per estrarre il liquido delle ghiandole surrenali. Gordon offre a Leslie un lavoro come medico legale del dipartimento, alla fine la dottoressa e il detective si baciano davanti a tutto il dipartimento. La nave con la quale Fish si allontana da Gotham viene dirottata.
- Guest star: Morena Baccarin (Leslie Thompkins), Julian Sands (Gerald Crane), Charlie Tahan (Jonathan Crane), David Zayas (Sal Maroni), Maria Thayer (Scottie Mullen), Chelsea Spack (Kristen Kringle)

- Ascolti USA: 5.79 milioni[20]

## Lo spaventapasseri
- Titolo Originale: The Scarecrow
- Diretto da: Nick Copus
- Scritto da: Ken Woodruff

### Trama
Gerald Crane continua a uccidere le persone spaventandole con le loro più grandi paure, estraendo il liquido della ghiandola surrenale, alla fine riesce, tramite il liquido, a sintetizzare un composto che si inietta. Leslie ottiene il lavoro di medico legale del dipartimento, intanto Gordon e Bullock scoprono che Gerald lavorava come professore in un liceo, quindi i due detective interrogano la preside, la quale li informa che Gerald era molto cambiato dopo che sua moglie morì in un incidente stradale, aggiungendo anche che da allora ha iniziato a lavorare a una ricerca sulla paura, sostenendo che esisteva un modo per sconfiggerla. Gordon e Bullock si consultano con Nigma, che scopre le vere intenzioni di Gerald, ovvero quelle di creare un siero per sconfiggere la paura, e per sintetizzarlo era necessario il liquido della ghiandola surrenale. Gordon decide di indagare più a fondo sull'incidente nel quale morì la moglie del professore sentendo che in qualche modo è collegato a tutto il resto, lui e Harvey scoprono che in realtà era morta in un incendio nella loro casa, Gerald mentì perché si vergognava dato che non ebbe il coraggio di salvare la moglie, questa è l'origine del suo bisogno di dover sconfiggere la paura; i due poliziotti decidono di controllare il vecchio indirizzo della famiglia Crane. Con la scomparsa di Fish, Falcone decide di dare a Oswald il suo club, Maroni è ancora dell'idea di uccidere Oswald, ma Falcone lo convince a lasciar perdere dato che Oswald è una buona risorsa, quindi Maroni decide di chiudere un occhio, in cambio Falcone lo aiuta a risolvere i suoi problemi con un giudice che già da un po' di tempo gli creava delle grane. Gli uomini che hanno dirottato la nave dove si trovava Fish, portano la donna in uno strano campo di prigionia, dove lei conosce un uomo di nome Kelly. Fish si guadagna il rispetto di tutti uccidendo il capo dei prigionieri. Maroni va a trovare Oswald al club, e gli dice che lo perdona, ma gli fa anche capire che questa sua fortuna non durerà per molto perché quando Falcone cadrà, Oswald lo seguirà. Gordon e Bullock trovano Gerald nella sua vecchia casa, il criminale cerca di scappare con suo figlio Jonathan, ma capendo di non avere più via di scampo inietta al ragazzo una dose maggiore del siero, che su di lui ha degli strani effetti collaterali, infatti ora Jonathan vede la sua paura più profonda, gli spaventapasseri. Gordon e Bullock raggiungono Gerald il quale apre un conflitto a fuoco contro di loro, l'uomo, nonostante i due detective continuino a sparargli, si avvicina a loro senza esitazione dato che grazie al suo siero non ha più paura di niente, alla fine muore sotto i loro colpi. Gordon porta il giovane Jonathan in ospedale, il medico informa il detective che è fuori pericolo, ma che l'effetto del siero non svanirà mai, e che dunque Jonathan vedrà per sempre la sua più grande paura intorno a lui, gli spaventapasseri.
- Altri interpreti: David Zayas (Sal Maroni), Morena Baccarin (Leslie Thompkins), Julian Sands (Gerald Crane), Charlie Tahan (Jonathan Crane), Alex Corrado (Gabe), Dashiell Eaves (Kelly), Dorothea Harahan (Karen Crane), Babs Olusanmokun (Mace)

- Ascolti USA: 5.63 milioni[21]

## L'indovino cieco
- Titolo originale: The Blind Fortune Teller
- Diretto da: Jeffrey Hunt
- Scritto da: Bruno Heller

### Trama
Gordon e Leslie passano una piacevole serata al circo, ma inizia una rissa tra le diverse famiglie circensi, i Loyd e i Grayson, quindi Gordon interviene per fermarli. Gordon scopre che un membro del circo, Lyla, non è presente, quindi pensando che sia morta, fa liberare un serpente, il quale fiuta il cadavere della donna, che si trovava nelle vicinanze, confermando i sospetti del detective. Lyla lascia orfano suo figlio, Jerome Valeska, dunque Gordon e Leslie indagano sull'omicidio. Molti dei colleghi di Lyla, e anche suo figlio Jerome, informano Gordon che Lyla era una donna promiscua che frequentava molti uomini. Gordon e Leslie ascoltano un uomo di nome Paul Cicero, un medium non vedente, che lavora al circo, che afferma che lo spirito di Lyla gli ha mandato un messaggio per risolvere il suo omicidio. Gordon e Leslie seguono le indicazioni di Cicero, e trovano l'arma del delitto, che fa riferimento a una setta satanica, e pensano che essa sia coinvolta nella morte di Lyla. Ma Gordon alla fine capisce come sono andate le cose, il colpevole è il figlio della vittima, Jerome, mentre quello di Cicero era solo un maldestro tentativo di coprire il giovane ragazzo, perché sapeva che era lui l'assassino, e il motivo per cui era preoccupato per lui è legato al fatto che Jerome è suo figlio, cosa di cui nemmeno il giovane ragazzo era a conoscenza. Jerome alla fine, dimostrando di essere uno psicopatico con una spiccata cattiveria, ammette di essere stato lui a uccidere la madre, stanco della sua ipocrisia e del suo stile di vita promiscuo. Barbara scopre che da tempo Selina e Ivy vivono nel vecchio appartamento che lei divideva con Gordon, la donna decide di riconquistare il suo ex, e dunque va a trovarlo al dipartimento, ma lo sorprende mentre bacia Leslie, e dunque decide di andarsene senza dire niente. Falcone è deluso dei pessimi risultati di Oswald nel gestire il club, quindi chiede a Zsasz di intervenire, quest'ultimo affianca a Oswald una persona, ovvero Butch, infatti Zsasz gli ha fatto un lavaggio del cervello, trasformandolo in un burattino ai comandi di Oswald. Gordon e Leslie hanno finalmente la possibilità di passare una romantica serata insieme. Fish è ancora intrappolata nel campo di prigionia, quindi chiede di poter parlare con i suoi carcerieri, chiedendo loro di poter parlare con il loro capo, e dopo alcuni contrasti la sua richiesta viene accolta.
- Guest star: Morena Baccarin (Leslie Thompkins), Anthony Carrigan (Victor Zsasz), Carol Kane (Gertrude Kapelput), Clare Foley (Ivy Pepper), Drew Powell (Butch Gilzean), Dashiell Eaves (Kelly), J.W. Cortes (Alvarez), Alex Corrado (Gabe), Cameron Monaghan (Jerome Valeska), Mark Margolis (Paul Cicero), Elliot Villar (Thomas Schmidt)

- Ascolti USA: 6.19 milioni[22]

## Cappuccio Rosso
- Titolo originale: Red Hood
- Diretto da: Nathan Hope
- Scritto da: Danny Cannon

### Trama
Una banda di criminali inizia a rapinare le banche di Gotham, uno di loro si contraddistingue per via del cappuccio rosso che indossa durante le rapine. Bullock e Gordon prendono in mano il caso, una dipendente della banca dice loro che una settimana prima qualcuno fece uno scherzo in banca con un petardo facendo scattare l'allarme di sicurezza, i due poliziotti capiscono che non è una coincidenza, quindi guardando il video della banca sullo scherzo del petardo, capiscono che ciò era una strategia per studiare i tempi di reazione dell'allarme, inoltre vedono dalle riprese l'uomo che ha fatto lo scherzo, indossa una divisa con scritto il logo di un'officina, Bullock e Gordon vanno lì e scoprono che il possessore del cappuccio rosso si chiama Gus Floyd, ma i due detective lo ritrovano già morto, ucciso dal suo complice, Destro. Intanto Fish scopre che il posto in cui lei è detenuta, è gestito da un gruppo di criminali che rapiscono le persone per estrarre i loro organi interni, e rivenderli, il loro infatti è un commercio che si estende in tutto il mondo, inoltre fanno pure esperimenti sulla gente. Fish parla con il direttore della struttura, il quale afferma che il capo dell'organizzazione è un uomo, Dulmacher, il quale ora si trova a Gotham. Grazie a Butch e alla sua esperienza nel settore, Oswald inizia a gestire meglio il club, riuscendo a rubare a Maroni i suoi alcolici. Intanto Destro è diventato il nuovo portatore del cappuccio rosso, un testimone dice a Bullock e Gordon di averlo visto in faccia, quindi i due detective fanno venire dei sospettati al dipartimento per l'identificazione, il testimone riconosce Destro, ma Gordon lo fa rilasciare perché ciò che vuole è distruggere tutta la banda, conscio che Destro li porterà da loro. Destro torna nel suo appartamento e viene tradito da un altro complice, che a sua volta diventa il nuovo indossatore del cappuccio, il quale spara a Destro. Gordon e Bullock vanno a casa di Destro e chiamano i soccorsi, salvandolo, Gordon trova delle richieste di prestiti bancari da parte di Destro respinte, lui infatti voleva aprire una pasticceria ma non aveva il contante necessario, quindi chiese dei prestiti alle banche, che non gli furono concessi, dunque Gordon capisce che la sua era solo una vendetta personale contro quelle banche, ragion per cui le ha rapinate. La banda, intanto, si appresta a rapinare un'altra banca, ma viene accerchiata da Gordon, Bullock e gli altri agenti del dipartimento di polizia, e dopo una breve sparatoria, tutti i membri della banda vengono uccisi. Lo staff del gruppo criminale che contrabbanda gli organi, decide di sottoporre Fish a un trattamento, ma la donna si difende, arrivando a cavarsi da sola un occhio. Alfred ha la visita di un suo vecchio compagno dell'esercito, Reggie, dunque Bruce lo ospita a casa sua, ma l'uomo inizia a rubare delle cose e Alfred lo coglie sul fatto, dunque Reggie lo pugnala. Bruce, dopo aver trovato il suo maggiordomo morente sul pavimento, lo fa ricoverare in ospedale, Gordon resta vicino al ragazzo, mentre i due si abbracciano. Reggie era stato assoldato dai dirigenti della Wayne Enterprises per scoprire fino a che punto erano arrivate le indagini del ragazzo sulla cospirazione che gira intorno all'omicidio dei suoi genitori, inoltre fanno intendere che probabilmente uccideranno il giovane Wayne.
- Guest star: Drew Powell (Butch Gilzean), Clare Foley (Ivy Pepper), J.W. Cortes (Alvarez), Sharon Washington (Molly Mathis), David O'Hara (Reggie Payne), Jonny Coyne (Destro), Michael Goldsmith (Gus Floyd)

- Ascolti USA: 6.53 milioni[23]

## Il fabbricante di bambole
- Titolo originale: Everyone Has a Cobblepot
- Diretto da: Bill Eagles
- Scritto da: Megan Mostyn-Brown

### Trama
Arnold Flass viene scagionato per l'omicidio del testimone, inoltre viene candidato per il ruolo di presidente del sindacato dei poliziotti. Gordon non capisce come sia possibile, infatti Flass è stato aiutato dal commissario Loeb, dato che Bullock ha testimoniato a favore del poliziotto corrotto, affermando che le prove che lo incastrarono erano false. Alfred, dopo il ricovero in ospedale, riesce a salvarsi, ma è ancora debole, Selina va a trovare Bruce e il suo maggiordomo e abbraccia il giovane Wayne, cercando di fargli capire che se continuerà a indagare sulla morte dei suoi genitori e sulla loro azienda, rischierà di fare la stessa fine di Alfred, ma Bruce è determinato più che mai a continuare con le sue indagini. Gordon parla con Bullock per capire la ragione per cui ha fatto rilasciare Flass, purtroppo il suo partner non ha avuto scelta perché Loeb ha obbligato Bullock a farlo, dato che può ricattarlo facendo leva su una cosa successa molto tempo prima, infatti un collega di Bullock obbligò quest'ultimo a uccidere un uomo con la minaccia che sarebbe stato lui a morire se non l'avesse fatto, puntualizzando che Loeb tiene tutti i poliziotti di Gotham al guinzaglio visto che tutti loro hanno fatto delle azioni illegali nel corso della loro carriera. Gordon e il viceprocuratore Dent decidono di indagare su Loeb, capendo che sicuramente tiene a disposizione un nascondiglio dove tiene tutte le prove che collegano gli agenti dei dipartimenti al loro passato sporco, quindi i due interrogano l'agente Charley Griggs, l'ex partner di Loeb al tempo in cui lavorava nella omicidi, il quale li indirizza verso una falsa pista, infatti Gordon e Dent finiscono nelle mani di un criminale che ha avuto da Griggs l'ordine di ucciderli entrambi, ma Bullock arriva all'ultimo momento salvando sia Gordon che Dent. Per scoprire dove Loeb tiene le prove, Bullock decide di interrogare Griggs a "modo suo", e finalmente ottiene una confessione, sembra infatti che Loeb e Falcone siano in accordo, loro accumulano tutte le prove compromettenti sui poliziotti per tenerli in scacco e obbligarli a seguire i loro ordini, ma non è a conoscenza del luogo in cui sono custoditi quei fascicoli. Gordon arriva alla conclusione che solo una persona vicina a Falcone può sapere dove si trovano i fascicoli, Oswald, quindi i due detective chiedono il suo aiuto. Oswald è incerto se tradire Falcone o meno quindi viene a un accordo con Gordon, anche se Bullock cerca di convincere l'amico a non accettare, purtroppo Gordon non ha altra scelta e dunque Oswald li aiuta a trovare il nascondiglio dei fascicoli, in cambio Gordon un giorno dovrà aiutarlo sporcandosi le mani, senza fare domande. Oswald scopre di una vecchia proprietà di Loeb, una casa che ora è in possesso di un'anziana coppia, quindi il ragazzo e i due detective avanzano l'ipotesi che i fascicoli si trovino lì. I tre entrano in casa ma la coppia di anziani, che in un primo momento si erano mostrati gentili e accomodanti, li aggrediscono, ma Gordon e Bullock li mettono fuori gioco. I due poliziotti entrano in soffitta e scoprono che lì dentro c'è una ragazza, Miriam, la figlia del commissario Loeb, infatti quello non è il nascondiglio dei fascicoli della polizia, ma il luogo dove è detenuta la figlia psicopatica di Loeb, che venti anni fa uccise la madre fratturandole il cranio con un candeliere, Loeb insabbiò la cosa facendola passare per un incidente. Gordon si reca nell'ufficio del commissario per dirgli che ha scoperto il suo segreto, lui coprì la figlia per evitare che venisse rinchiusa ad Arkham, ora finalmente il detective può ricattare il suo capo. Loeb promette a Gordon che darà le dimissioni, ma Gordon non vuole, conscio che sicuramente il nuovo commissario sarà ai comandi di Falcone proprio come lui, quindi impone a Loeb tre condizioni: sottoporre Flass a un giusto processo, consegnargli tutti i fascicoli sporchi su Bullock così da non ricattarlo più, e candidare Gordon come presidente del sindacato dei poliziotti. Fish intanto ha modo di conoscere il capo dell'impresa, il dottor Francis Dulmacher, un brillante chirurgo, che riesce, con un trapianto, a riattaccare un altro occhio a Fish, in sostituzione a quello che lei si era cavato. L'uomo le spiega che gli organi e le parti del corpo che loro prelevano dai prigionieri che catturano, vengono date a dei clienti benestanti. Fish si propone di diventare il nuovo braccio destro di Dulmacher, il quale nonostante le prime incertezze accetta, infine Fish tradisce i suoi compagni di cella, tra cui Kelly, e li consegna a Dulmacher, così da poter prendere i loro organi. La donna scopre che la clinica dove si trovano è situata in un'isola. Gordon consegna a Bullock i fascicoli riguardanti l'uomo che lui uccise, in questo modo non potrà mai più essere ricattato, ma Bullock afferma che anche se ha fatto molte cose buone come poliziotto, non potrà mai redimersi per quello che fece quel giorno, e consiglia a Gordon di stare attento perché rischia di fare pure lui questa stessa fine, dato che ora è in debito con Oswald, e il giovane criminale sicuramente un giorno tornerà a riscuotere per il favore che ha fatto al detective, e che gli chiederà di fare qualcosa di orribile.
- Guest star: Nicholas D'Agosto (Harvey Dent), Colm Feore (Dr. Francis Dulmacher), Peter Scolari (Gillian Loeb), Dash Mihok (Arnold John Flass), Chelsea Spack (Kristen Kringle), Dashiell Eaves (Kelly), Elliot Villar (Thomas Schmidt), Michael J. Burg (Charley Griggs), Nicholle Tom (Miriam Loeb), Zachary Spicer (Tom Dougherty).

- Ascolti USA: 6.10 milioni[24]

## L'orco
- Titolo originale: Beasts of Prey
- Diretto da: Eagle Egilsson
- Scritto da: Ken Woodruff

### Trama
Un agente di polizia di nome Len Moore, che ammira molto il lavoro di Gordon nel ripulire i dipartimenti di polizia di Gotham dalla corruzione, gli chiede di indagare su un caso irrisolto, su una ragazza uccisa. Nonostante il parere contrario di Harvey, Gordon accetta il caso. Fish, con un piano ben organizzato, riesce a scappare dall'isola di Dulmacher usando un elicottero, portando con sé Kelly e altri detenuti. Gordon cerca di parlare con Bruce, riguardo all'aggressione di Alfred, ma il ragazzo non dice molto, e dunque Gordon comprende che Bruce e Alfred vogliono farsi giustizia da soli. Gordon e Harvey vanno nel bar in cui la ragazza era stata vista per l'ultima volta, e la barista li informa che la vittima stava conversando con un ragazzo molto affascinante, Gordon capisce che è lui il killer. Leslie esamina il cadavere e informa il suo fidanzato che la ragazza stranamente non presenta segni di abusi sessuali. Bruce chiede a Selina di aiutarlo a trovare Reggie, i due ragazzini lo trovano e Selina, facendo leva sulla dipendenza dalle droghe di Reggie, minaccia di far cadere dalla finestra il sacchetto di droga dell'uomo, se lui non rivela a Bruce i nomi di coloro che l'hanno assoldato; Reggie dà a Bruce il nome di colui che ha incaricato l'ex soldato di raccogliere il materiale sulle indagini che Bruce stava facendo, comunque Selina è consapevole che Reggie rappresenta ancora un pericolo per Bruce, quindi lo uccide spingendolo giù dalla finestra. Durante le indagini sul caso di Gordon e Harvey, quest'ultimo capisce che la cosa è più grande di quanto avessero immaginato, perché l'assassino che ha ucciso la ragazza è un serial killer che seduce le ragazze, per poi tenerle prigioniere per giorni, e talvolta settimane, nella sua casa, per poi ucciderle, le persone lo chiamano l'Orco. Nessun poliziotto ha mai avuto il coraggio di indagare su di lui, per paura che possa prendere di mira le persone a loro care, quindi incoraggia Gordon a lasciar perdere finché è ancora in tempo se non vuole mettere Leslie in pericolo, ma lui non se la sente perché qualcuno deve fermare questo assassino. Harvey sente che c'è ancora qualcosa che non torna, e quindi lui e Gordon vanno da Moore e lo minacciano con le cattive di dirgli la vera ragione per cui ha chiesto a Gordon di indagare sull'Orco, alla fine Moore ammette la verità, è stato Loeb a chiedergli di convincere Gordon a prendere il caso facendogli credere che ammirava il suo lavoro. Gordon, mosso dalla rabbia, affronta con energia Loeb minacciandolo davanti a tutto il dipartimento di polizia perché il detective ha capito la ragione per cui il suo capo voleva fargli prendere il caso in mano: lasciare che Gordon indagasse sull'Orco, conscio che il killer poi avrebbe preso di mira la donna che Gordon ama, Leslie, per mandare un messaggio al detective, ma lui non si lascia intimidire, infatti Gordon accetta la sfida, affermando che troverà l'Orco e lo sbatterà in prigione, ma aggiunge pure che Loeb un giorno farà la stessa fine.
- Guest star:Morena Baccarin (Leslie Thompkins), Colm Feore (Francis Dulmacher), Milo Ventimiglia (Jason Lennon/l'Orco), Peter Scolari (Gillian Loeb), Dashiell Eaves (Kelly), David O'Hara (Reggie Payne), Alex Corrado (Gabe), Brendan Griffin (Len Moore).

- Ascolti USA: 4.50 milioni[25]

## Pulsione omicida
- Titolo originale: Under the Knife
- Diretto da: TJ Scott
- Scritto da: John Stephens

### Trama
Gordon invita Leslie a lasciare Gotham per qualche giorno, per tenerla al sicuro, dato che l'Orco uccide le persone vicine ai poliziotti che indagano su di lui, ma Leslie decide di rimanere affermando che solo quando Gordon lo catturerà, lei si sentirà al sicuro; Gordon rivela i suoi sentimenti per Leslie, dicendole di amarla. Gordon e Bullock chiedono aiuto al detective che tanti anni fa indagò sull'Orco e questi informa i due che il killer gli uccise la moglie quando lui scoprì che la sua prima vittima lavorava come infermiera in un centro di chirurgia plastica. Gordon e Bullock intuiscono che probabilmente il poliziotto stava per scoprire qualcosa sul killer legato al centro di chirurgia. L'Orco, dopo aver scoperto che Gordon gli dà la caccia, gli telefona per minacciarlo, dicendogli che anche se tutti lo considerano l'astro nascente del dipartimento di polizia di Gotham, la cosa non lo turba. Gordon non si lascia intimidire, quindi lui e Harvey con un mandato scoprono che l'infermiera assassinata aveva portato un paziente nella clinica su raccomandazione di una donna molto ricca, Constance van Groot, quindi i due poliziotti vanno a casa della donna ma la trovano morta, già da diversi anni. Scoprono così che il suo maggiordomo, Jacob, per tutto questo tempo ha nascosto la cosa per proteggere il colpevole, suo figlio Jason, ovvero l'Orco. Il padre del serial killer rivela ai due poliziotti che il figlio è nato con il volto sfigurato, e che la madre li abbandonò entrambi dopo la sua nascita, Constance si divertiva a prenderlo in giro facendogli credere di essere sua madre, Jason quindi la uccise. Jason avvicina Barbara in un bar che affascinata da lui lo invita nel suo appartamento; Jason tira fuori dalla tasca un coltello per ucciderla mentre lei è di spalle e sta servendo un drink, ha però un ripensamento dato che la ragazza rispondendo ad una provocazione gli dice di non essere fidanzata. Gordon scopre che Jason si è fatto un intervento di chirurgia plastica e si è trasformato in un uomo affascinante. Bruce deve avvicinarsi a Bunderslaw, il dirigente della Wayne Entreprises che aveva assoldato Reggie, per sottrargli la chiave della sua cassaforte dove potrebbe essere custodita qualche prova importante. Selina dice di essere in grado di rubare la chiave, se avesse la possibilità di avvicinare l'uomo, quindi Bruce invita Selina ad un evento benefico della Wayne Enterprises dove parteciperanno tutti i dirigenti della società, ed incarica Alfred di procurarle l'abito adatto. Anche Barbara prende parte alla festa, e lì ritrova Jason, con il quale inizia a ballare, facendo dei discorsi controversi e ambigui. Bruce distrae Bunderslaw, mentre Selina gli prende la chiave facendo un ricalco. Selina poi vede Barbara andarsene via insieme a Jason. Intanto Maroni decide di tirare un colpo basso a Oswald, umiliandolo davanti a sua madre, dicendole che suo figlio è un assassino, e che ha ucciso brutalmente il suo amico Carbone. Gertrud rimane scioccata dalle sue affermazioni, Oswald le dice che Maroni è solo un bugiardo, ma la donna non è molto propensa a credere alle parole del figlio. Oswald decide quindi di regolare i conti con Maroni una volta per tutte. Edward, intanto, ha dei diverbi con l'agente Tom Dougherty, quando scopre dei lividi su Kristen, la ragazza dell'agente per la quale Edward ha da sempre un'infatuazione. Edward, mosso dalla rabbia (specialmente dopo che Tom l'aveva insultato e picchiato), attende l'agente al rientro a casa e lo uccide brutalmente, accoltellandolo ripetutamente allo stomaco. Mentre Gordon e Bullock continuano a indagare sul caso, Essen invita Gordon a riflettere sulla telefonata di Jason, nel caso avesse tralasciato qualche indizio. In effetti Gordon rammenta che Jason lo aveva definito come la nuova promessa del dipartimento di polizia, chiara citazione di un articolo che scrissero su di lui tempo prima corredandolo con una sua foto in compagnia di Barbara, quindi Gordon teme che Jason potrebbe prendersela con Barbara. Gordon corre a casa della sua ex e ci trova Selina, che lo informa di aver visto Barbara andarsene via dalla festa della Wayne Enterprises con un uomo, confermando i sospetti di Gordon. Come suo solito, Jason porta Barbara nel suo lussuosissimo appartamento, lasciando che lei scopra la sua stanza delle torture.
- Guest star: Morena Baccarin (Leslie Thompkins), David Zayas (Salvatore Maroni), Milo Ventimiglia (Jason Lennon/l'Orco), Carol Kane (Gertrud Kapelput), Drew Powell (Butch Gilzean), Chelsea Spack (Kristen Kringle), Zachary Spicer (Tom Dougherty), Michael Potts (Sid Bunderslaw), Clark Carmichael (Connor), Daniel Davis (Jacob).

- Ascolti USA: 4.44 milioni[26]

## La prescelta
- Titolo originale: The Anvil or the Hammer
- Diretto da: Paul A. Edwards
- Scritto da: Jordan Harper

### Trama
Dopo aver passato la notte con Barbara, Jason la costringe a rimanere, e la rinchiude nella sua stanza delle torture. Inizialmente Jason si era avvicinato a lei solo per ucciderla a dare un messaggio a Gordon, ma ora Jason vuole fare di lei la sua compagna, perché vede in lei qualcosa di diverso dalle altre. Gordon e Bullock interrogano un pappone, che indirizza i due detective a un sex-club riservato solo a persone benestanti, e serve un invito per entrarvi. Oswald incarica un killer, Connor, di uccidere Maroni a un bar dove Oswald ha posizionato delle armi da fuoco sotto i banchi e i tavoli, assicurandosi che Connor dica a Maroni, prima di ucciderlo, che è stato Falcone a mandarlo da lui. Gordon va da Oswald per chiedergli un biglietto d'ingresso per il sex-club, Oswald glielo dà ma fa tenere presente al detective che gli deve un grosso favore. Edward, intanto, elimina ogni traccia del cadavere di Tom, ma Kristen inizia a fargli delle domande, trovando strana l'assenza del suo ragazzo. Bruce va alla Wayne Enterprises, ed entra di nascosto nell'ufficio di Bunderslaw e apre la cassaforte con una copia della chiave che Selina gli ha dato dopo aver fatto il ricalco, ma non trova nulla, infatti Bunderslaw si presenta a Bruce dicendogli che sapeva che Selina aveva fatto quel ricalco. Bruce gli dice apertamente che è a conoscenza del fatto la Wayne Enterprises è immischiata in affari loschi, infatti Bunderslaw non si difende da tali accuse, anzi le conferma dicendo che una grande azienda come questa è obbligata a sporcarsi le mani per avere successo, e che anche il padre di Bruce aveva imparato questa lezione. Bruce incontra un altro dirigente dell'azienda, Lucius Fox, che gli dice che in realtà il padre del ragazzo era un uomo onesto, a dispetto di quello che pensano gli altri. Bullock, con il biglietto d'ingresso datogli da Oswald, entra nel sex-club e poi fa entrare gli altri agenti. Gordon e Bullock parlano con una delle ragazze del sex-club e gli fanno vedere un ritratto di Jason, la ragazza lo riconosce, nove anni fa la portò nel suo appartamento e la picchiò. La ragazza era incappucciata e quindi non sapeva dove si trovasse, ma riconobbe il quartiere, e dalla finestra vide un'insegna riconoscendo solo le quattro lettere finali, OYAL, quindi Bullock e Gordon capiscono che si tratta del Gotham Royal Hotel. Barbara è ancora prigioniera di Jason, il quale le offre la possibilità di uccidere una persona che lei odia. Intanto Connor va al bar dove Maroni festeggia con i suoi, facendogli credere di portare un regalo da parte di Falcone, ma poi lui e i suoi uomini prendono le armi da fuoco che Oswald aveva lasciato nel bar, e proprio quando si apprestavano a uccidere Maroni, dicendogli che il mandante è Falcone (nonostante lui non c'entri nulla), le armi finiscono con l'incepparsi, quindi Maroni fa uccidere Connor da uno dei suoi uomini. Intanto Gordon e Bullock trovano la casa di Jason, ma lui e Barbara non sono in casa, Jason telefona a Gordon provocandolo, ma il detective capisce dove lui e la sua ex sono diretti, nella casa dei genitori di Barbara. I due detective entrano nella casa dei due coniugi, ma li trovano morti sul divano. Jason tramortisce Bullock, e poi affronta Gordon, in seguito prende Barbara in ostaggio, ma alla fine Gordon uccide il killer sparandogli alla testa. Butch informa Oswald sulla morte di Connor, ma lui non è sorpreso, infatti sapeva che Connor sarebbe morto dato che è stato Oswald a manomettere le armi da fuoco, il suo obbiettivo non era quello di uccidere Maroni, ma di provocarlo facendogli credere che era stato Falcone a commissionare il suo omicidio, così da scatenare una guerra, sperando che Falcone ne esca sconfitto, dato che Oswald è stanco di sottostare a lui. Gordon, tornando al dipartimento, viene acclamato come un eroe dai suoi colleghi, inoltre parla con Leslie dicendole che è lei quella che ama, e non Barbara. Kristen legge una lettera di Tom (scritta in realtà da Edward) in cui dice che ha deciso di lasciare la città. Bruce confessa ad Alfred che Reggie è morto perché Selina lo ha spinto da una finestra, inoltre gli rivela che alla luce delle recenti scoperte non è più sicuro dell'onestà di suo padre. Maroni e i suoi iniziano a uccidere gli uomini di Falcone, inizia così una guerra per le strade di Gotham, quindi Essen mette in allarme tutti i suoi agenti.
- Guest star: Morena Baccarin (Leslie Thompkins), David Zayas (Sal Maroni), Milo Ventimiglia (Jason Lennon/l'Orco), Drew Powell (Butch Gilzean), Chelsea Spack (Kristen Kringle), Chris Chalk (Lucius Fox), Michael Potts (Sid Bunderslaw), Caroline Lagerfelt (Mrs. Kean), Richard Poe (Mr. Kean), Clark Carmichael (Connor), James Andrew O'Connor (Tommy Bones)

- Ascolti USA: 4.58 milioni[27]

## Il re di Gotham
- Titolo originale: All Happy Families Are Alike
- Diretto da: Danny Cannon
- Scritto da: Bruno Heller

### Trama
Oswald è riuscito a dare il via a una guerra tra i gruppi mafiosi di Gotham, intanto Fish ritorna in città, insieme a Kelly, e mette in piedi un nuovo gruppo criminale, al quale aderisce pure Selina. Alcuni uomini di Maroni cercano di uccidere Falcone con un bazooka, facendo saltare in aria la sua auto, il vecchio boss si salva, ma viene ricoverato in ospedale. Al dipartimento di Gotham, Bullock avverte Gordon che Falcone è in ospedale e che gli uomini di Maroni lo uccideranno molto presto, inoltre le persone più potenti della comunità di Gotham hanno già deciso di appoggiare Maroni. Falcone, in ospedale, si ritrova legato a un letto, Oswald e Butch vanno a trovarlo, con l'intento di ucciderlo, infatti Oswald confessa al boss che è stato lui a mettere in piedi questa guerra, e che il suo scopo è sempre stato quello di prendere il suo posto, e governare su Gotham. Ma proprio quando Oswald stava per uccidere Falcone, arriva Gordon, che arresta lui e Butch per tentato omicidio, infatti Gordon è consapevole che se Falcone morisse, Gotham cadrebbe nelle mani di Oswald e Maroni, e loro due non sarebbero mai capaci di governare sulla città con equilibrio, portandola così all'inevitabile distruzione. Gordon libera Falcone, ma gli uomini di Maroni, accompagnati da Loeb, raggiungono l'ospedale, Loeb infatti ha deciso di sostenere Maroni permettendo ai suoi uomini di uccidere Falcone, ma Gordon non è intenzionato a stare al loro gioco, quindi Loeb dà agli uomini di Maroni il permesso di uccidere Gordon. Inizia una sparatoria all'interno dell'ospedale, e Gordon uccide i sicari di Maroni, poi arriva Bullock che aiuta l'amico a mettere in salvo Falcone, insieme a Oswald e Butch (dato che, essendo stati arrestati da Gordon, ora sono sotto la sua custodia), scappando a bordo di un'ambulanza. Dopo aver raggiunto il rifugio di Falcone, però, Oswald, Butch, Bullock, Gordon e lo stesso Falcone, vengono catturati da Fish. Leslie, intanto, a casa di Barbara, decide di prendersi cura di quest'ultima e di aiutarla a mettere a fuoco il trauma per quello che è successo con Jason. Fish viene raggiunta da Maroni, infatti lo scopo di Fish era quello di servire Falcone a Maroni, così da stringere un'alleanza con quest'ultimo, Fish è disperata per ciò che hanno fatto a Butch, il quale ora non ha più la padronanza di sé. Maroni, ora che Falcone morirà, avrà l'assoluto controllo di Gotham, anche Oswald e Gordon verranno uccisi, mentre Bullock sarà risparmiato, dato che Fish non ha nulla contro di lui. Maroni, per scherzare, inizia a prendere in giro Fish, umiliandola, e lei, presa da un attacco di rabbia, gli spara alla testa, uccidendolo. Gli uomini di Maroni sparano ai sicari di Fish, e durante il conflitto a fuoco Bullock libera Gordon e Falcone, anche Oswald riesce a liberarsi. Gordon, Bullock e Falcone si nascondono, ma Selina riesce a trovarli e a condurli a Fish, ma in loro soccorso arriva Oswald, che uccide gli uomini di Fish, la quale scappa, mentre Oswald la insegue. Leslie cerca ancora di aiutare Barbara, la quale è poco propensa ad aprirsi, inoltre cerca di mettere la dottoressa in difficoltà con delle allusioni rivolte a Gordon, ma alla fine confessa la verità: non è stato Jason a uccidere i suoi genitori, ma lei, dato che li aveva sempre odiati a causa della loro freddezza. Barbara, presa da un attacco di follia, aggredisce Leslie, e cerca di ucciderla, ma lei si difende, riuscendo a neutralizzare Barbara, facendole perdere i sensi. Proprio in quel momento, nell'appartamento di Barbara, arrivano Bullock, Falcone e Gordon, quest'ultimo è confuso per quello che è successo, ma Leslie lo informa su ciò che ha fatto Barbara. Intanto Oswald segue Fish, fin sopra il tetto di un edificio e inizia a lottare contro di lei, anche Butch prende parte allo scontro, ma non sapendo da che parte stare, spara a entrambi, ferendoli, ma Oswald alla fine riesce ad avere la meglio, buttando Fish giù dal tetto, sconfiggendola. Il giovane criminale, euforico, si autodefinisce come il "re di Gotham". Gordon e Falcone hanno una profonda conversazione, il boss mafioso ha deciso di ritirarsi e lasciare Gotham, anche se Gordon non è d'accordo dato che il detective, alla fine, ha compreso l'importanza che Falcone riveste nella comunità, dato che lui detiene l'equilibrio, ma Falcone sostiene che tale equilibrio ormai non esiste più, e che ora è arrivato il momento che un'altra persona prenda in mano le redini della città, ma non un criminale, bensì un uomo di legge come Gordon. Kristen fa notare a Edward che c'è qualcosa di strano nella lettera che Tom le ha lasciato, perché le lettere iniziali di ogni riga formano la parola "NYGMA", infatti l'uomo non ha potuto fare a meno di lasciare un indizio, ma alla fine afferma che è solo una coincidenza. Rimuginando su questa cosa inizia a parlare con se stesso, autoaccusandosi, mostrando così l'inizio di uno squilibrio mentale. A fine episodio, Bruce e Alfred, grazie alle parole di Lucius Fox, scoprono che il defunto padre di Bruce nascondeva, in uno dei libri della sua libreria, un radiocomando. Bruce spinge il pulsante rivelando l'esistenza di un passaggio segreto nel camino che porta a una caverna sotterranea.
- Guest star: Morena Baccarin (Leslie Thompkins), David Zayas (Sal Maroni), Drew Powell (Butch Gilzean), Chelsea Spack (Kristen Kringle), Peter Scolari (Gillian Loeb), Dashiell Eaves (Kelly), James Andrew O'Connor (Tommy Bones)

- Ascolti USA: 4.93 milioni[28]